# Neolophonotus rhopalotus
Neolophonotus rhopalotus là một loài ruồi trong họ Asilidae. Neolophonotus rhopalotus được Londt miêu tả năm 1988. Loài này phân bố ở vùng nhiệt đới châu Phi.